# Frank Futselaar (politicus)
Frank Wybe Futselaar (Groningen, 26 juli 1979) is een Nederlands voormalig politicus. Hij is lid van de Socialistische Partij (SP) en maakte namens die partij tussen 2017 en 2021 en opnieuw in 2023 deel uit van de Tweede Kamer der Staten-Generaal.

## Biografie
Frank Futselaar studeerde geschiedenis aan de Rijksuniversiteit Groningen. Van 2004 tot 2008 was hij werkzaam als beleidsmedewerker van de fractie Europees Unitair Links/Noords Groen Links in het Europees Parlement en later bij de Statenfractie van de SP in Overijssel. Hij was hij van 2010 tot 2017 gemeenteraadslid in Zwolle. Van 2011 tot 2015 was hij tevens lid van de Provinciale Staten in Overijssel. Bij de Tweede Kamerverkiezingen 2017 werd Futselaar gekozen in het parlement. Hij stond elfde op de kandidatenlijst van de SP. Hij was namens zijn fractie woordvoerder onderwijs, landbouw en natuurontwikkeling.
Tijdens zijn Kamerlidmaatschap bracht Futselaar een actieplan tegen stalbranden uit en kwam hij met initiatiefnota over boomaanplant. Hij voerde in 2020 het woord over de stikstofwet, waarbij de SP akkoord ging met aanpassingen die nodig waren om de bouw van woningen weer op gang te helpen. In datzelfde jaar schreef hij een wetsvoorstel om een snelle invoering van de studiebeurs te bewerkstelligen.
Bij de Tweede Kamerverkiezingen 2021 stond Futselaar op een negentiende plek op de kandidatenlijst, te laag om herkozen te worden. Hij keerde terug naar zijn oorspronkelijke functie als docent Creative Business aan de Academie voor Creatieve Technologie van de Hogeschool Saxion in Enschede.
Van maart tot juli 2023 keerde Futselaar terug in de Tweede Kamer als vervanger van Jasper van Dijk, die wegens ziekte enkele maanden afwezig was.

## Uitslagen verkiezingen
| Verkiezingen                         | Plaats Futselaar | Zetels SP | Aantal stemmen |
| ------------------------------------ | ---------------- | --------- | -------------- |
| Europese Parlementsverkiezingen 2004 | 5 (lijst SP)     | 2         |                |
| Europese Parlementsverkiezingen 2009 | 7 (lijst SP)     | 2         | 2.389          |
| Tweede Kamerverkiezingen 2017        | 11 (lijst SP)    | 14        | 2.264          |
| Tweede Kamerverkiezingen 2021        | 19 (lijst SP)    | 9         | 457            |

- Parlement.com: vk72l3x3tee4